# Municipio de Ouachita (condado de Polk)
El municipio de Ouachita (en inglés: Ouachita Township) es un municipio ubicado en el condado de Polk en el estado estadounidense de Arkansas. En el año 2010 tenía una población de 989 habitantes y una densidad poblacional de 8 personas por km².

## Geografía
El municipio de Ouachita se encuentra ubicado en las coordenadas 34°38′14″N 94°7′11″O / 34.63722, -94.11972. Según la Oficina del Censo de los Estados Unidos, el municipio tiene una superficie total de 123.59 km², de la cual 121,71 km² corresponden a tierra firme y (1,52 %) 1,88 km² es agua.

## Demografía
Según el censo de 2010, había 989 personas residiendo en el municipio de Ouachita. La densidad de población era de 8 hab./km². De los 989 habitantes, el municipio de Ouachita estaba compuesto por el 94,84 % blancos, el 0,71 % eran afroamericanos, el 1,82 % eran amerindios, el 0,2 % eran asiáticos, el 0,3 % eran de otras razas y el 2,12 % eran de una mezcla de razas. Del total de la población el 1,31 % eran hispanos o latinos de cualquier raza.